# Rheum coreanum
Rheum coreanum är en slideväxtart som beskrevs av Takenoshin Nakai. Rheum coreanum ingår i släktet rabarbersläktet, och familjen slideväxter. Inga underarter finns listade i Catalogue of Life.